# 미국 달러
미국 달러(美國 - , 영어: United States dollar, USD, US$)는 미국에서 통용되는 화폐이다. 금융기관에서는 ISO 4217 코드인 'USD'라고 표기한다. 보통 달러 기호인 $로 축약하며 다른 국가의 달러들과 비교할 때에는 'US$'라고 쓰기도 한다. 1달러는 100센트(1/100페니 1센트, 1/20니켈 5센트, 1/10다임 10센트, 1/4쿼터) 25센트로 나뉜다.
1785년 7월 6일 미국의 화폐로 지정된 이후, 미국 달러는 전 세계적으로 가장 널리 통용되는 화폐가 되었다. 몇몇 국가들은 미국 달러를 공식 화폐로 사용하기도 하며, 어떤 국가들은 사실상 통화로서 유통한다. 실물 경제에 가장 민감한 거래인 비자카드, 마스터카드, 아메리칸 익스프레스 등의 신용카드 전표 매입, WTI, 두바이 등 국제 원유 거래 등에서는 미국 달러로만 결제가 가능하다.
1995년, 3,800억 미국 달러 이상으로 유통했다. 이중 67%는 미국 바깥 지역의 유통이다. 2005년에는 1995년의 두 배 가량인 7,600억 달러를 유통했다.

## 개요
1달러는 100센트(기호:¢)이다. 또한 1 달러는 1,000밀 혹은 10다임에 해당한다. 1792년의 화폐 주조 법안에서는 10달러를 1이글이라고 칭했지만, 이후에 이글은 금화를 칭하는 용어로 변했다.
19세기 후반에는 50달러 동전, "하프 유니언"을 만들자는 의견이 있었다. 따라서 1유니언은 100달러에 해당한다. 하지만 이는 받아들여지지 않고 오직 센트만이 달러와 함께 쓴다. "이글"과 "밀"은 대중에게 생소한 반면 "다임"은 10센트 동전을 칭하는 데에 널리 쓴다. 다만 "밀"은 세금 징수나 석유 가격을 책정하는 데에 쓰기도 한다.
현재 통화 체계에서, 1달러 이하 액면가의 통화는 동전으로 주조하고 1달러 이상 액면가의 화폐는 지폐로 제작한다. 1달러는 동전과 지폐가 같이 제작하나, 지폐를 더 널리 쓴다. 2000년대 이후로 1달러 동전은 미국 조폐국에서 수집가들을 위해서 매년 기념주화로 미국의 역대 대통령, 자연, 소수민족 등의 주제로 같은 재질, 무게, 앞면에 뒷면이 다르게 발행하고, 액면가보다 약간 비싸게 유통된다고 한다.
미국 달러 도안의 인물은 극소수의 예외를 제외하면 미국 대통령으로 정하는 원칙이 있다.

## 역사
1930년대 대공황 결과 화폐제도인 금본위제가 사라지고 각국이 모두 관리 통화제도를 채용하였다. 국제간 결제에서 여전히 금을 사용했다. 이 때문에 1차 세계대전 후에는 한때 세계의 금 보유량의 70% 이상을 미국이 보유하고, 금 1온스를 35달러로 연계하였다. 미국 달러는 그 풍부한 경제력을 배경으로 국제통화로서 유통되었다. 그러나 2차 세계대전 후 1,000억 달러를 넘은 대외 원조와 민간 해외 투자 등으로 국제수지 적자가 계속되고 달러의 위치가 흔들렸다. 이를 인지했던 닉슨 대통령은 1971년 8월 15일 금과 달러의 잠정적인 태환 중지, 임금과 물가 90일간 동결, 연방 정부의 지출 삭감, 수입부가세 신설 등 8개항의 인플레 억제 및 달러방위 조처를 발표했다. 이어 같은 해 12월 세계 10대국 재상(財相)회의에서 달러의 7.89% 평가절하에 합의하여 1934년 이래 유지되던 금의 공정가도 1온스당 38달러로 인상하고 1973년 금태환을 폐지했다.

## 동전
- 1센트(페니): 에이브러햄 링컨
- 5센트(니켈): 토머스 제퍼슨 (TJ)
- 10센트(다임): 프랭클린 델러노 루스벨트(FDR)
- 25센트(쿼터): 조지 워싱턴, 미국의 국립공원을 소재로 한 뒷면만 다른 기념주화가 매년 발행되고 있음.
- 50센트(하프 달러): 존 피츠제럴드 케네디(JFK), 드물게 같은 액면가의 기념주화가 출시되기도 함.
- 1달러: 사카자위아, 그리고 2007년부터 역대 대통령들이 그려진 1달러 동전도 함께 발행되고 있음

## 지폐
| 액면    | 앞면 | 뒷면 | 초상화               | 뒷면 주제               | 첫 번째 시리즈          | 최신 시리즈  | 유통   |
| ------- | ---- | ---- | -------------------- | ----------------------- | ----------------------- | ------------ | ------ |
| 1달러   |      |      | 조지 워싱턴          | 미국의 국장             | 시리즈 1963 시리즈 1935 | 시리즈 2017A | 폭넓음 |
| 2달러   |      |      | 토마스 제퍼슨        | 독립선언 (by 존 트럼불) | 시리즈 1976             | 시리즈 2017A | 폭넓음 |
| 5달러   |      |      | 에이브러햄 링컨      | 링컨 기념관             | 시리즈 2006             | 시리즈 2017A | 폭넓음 |
| 10달러  |      |      | 알렉산더 해밀턴      | 미국 재무부             | 시리즈 2004A            | 시리즈 2017A | 폭넓음 |
| 20달러  |      |      | 앤드루 잭슨          | 백악관                  | 시리즈 2004             | 시리즈 2017A | 폭넓음 |
| 50달러  |      |      | 율리시스 심슨 그랜트 | 미국 국회의사당         | 시리즈 2004             | 시리즈 2017A | 폭넓음 |
| 100달러 |      |      | 벤저민 프랭클린      | 독립기념관              | 시리즈 2009A            | 시리즈 2017A | 폭넓음 |

## 준비 통화로서의 미국 달러
미국 달러는 기축 통화로서, 전 세계 각국의 준비 통화로 사용되고 있다.
| v • d • e • h          | 2018                  | 2017   | 2016   | 2015   | 2014   | 2013   | 2012   | 2011   | 2010   | 2009   | 2008   | 2007   | 2006   | 2005   | 2004   | 2003   | 2002   | 2001   | 2000   | 1999   | 1998   | 1997   | 1996   | 1995   |
| 미국 달러              | 61.69%                | 62.72% | 65.36% | 65.74% | 65.17% | 61.27% | 61.50% | 62.69% | 62.24% | 62.15% | 63.77% | 63.87% | 65.04% | 66.51% | 65.51% | 65.45% | 66.50% | 71.51% | 71.13% | 71.01% | 69.28% | 65.10% | 61.98% | 58.96% |
| 유로(1998년까지는 ECU) | 20.69%                | 20.16% | 19.14% | 19.15% | 21.21% | 24.21% | 24.06% | 24.44% | 25.76% | 27.70% | 26.21% | 26.14% | 24.99% | 23.89% | 24.68% | 25.03% | 23.65% | 19.18% | 18.29% | 17.90% | 1.30%  | 6.07%  | 7.08%  | 8.53%  |
| 독일 마르크            |                       |        |        |        |        |        |        |        |        |        |        |        |        |        |        |        |        |        |        |        | 13.79% | 14.48% | 14.67% | 15.75% |
| 프랑스 프랑            |                       |        |        |        |        |        |        |        |        |        |        |        |        |        |        |        |        |        |        |        | 1.62%  | 1.44%  | 1.85%  | 2.35%  |
| 네덜란드 휠던          |                       |        |        |        |        |        |        |        |        |        |        |        |        |        |        |        |        |        |        |        | 0.27%  | 0.35%  | 0.24%  | 0.32%  |
| 일본 엔                | 5.20%                 | 4.90%  | 3.96%  | 3.75%  | 3.55%  | 3.82%  | 4.09%  | 3.61%  | 3.66%  | 2.90%  | 3.47%  | 3.18%  | 3.46%  | 3.96%  | 4.28%  | 4.42%  | 4.94%  | 5.04%  | 6.06%  | 6.37%  | 6.24%  | 5.77%  | 6.71%  | 6.77%  |
| 영국 파운드 스털링     | 4.43%                 | 4.53%  | 4.34%  | 4.72%  | 3.70%  | 3.99%  | 4.04%  | 3.84%  | 3.94%  | 4.25%  | 4.22%  | 4.82%  | 4.52%  | 3.75%  | 3.49%  | 2.86%  | 2.92%  | 2.70%  | 2.75%  | 2.89%  | 2.66%  | 2.58%  | 2.68%  | 2.11%  |
| 중국 런민비            | 1.89%                 | 1.23%  | 1.07%  |        |        |        |        |        |        |        |        |        |        |        |        |        |        |        |        |        |        |        |        |        |
| 캐나다 달러            | 1.84%                 | 2.03%  | 1.94%  | 1.78%  | 1.75%  | 1.83%  | 1.43%  |        |        |        |        |        |        |        |        |        |        |        |        |        |        |        |        |        |
| 오스트레일리아 달러    | 1.62%                 | 1.80%  | 1.69%  | 1.77%  | 1.60%  | 1.82%  | 1.46%  |        |        |        |        |        |        |        |        |        |        |        |        |        |        |        |        |        |
| 스위스 프랑            | 0.15%                 | 0.18%  | 0.17%  | 0.27%  | 0.24%  | 0.27%  | 0.21%  | 0.08%  | 0.13%  | 0.12%  | 0.14%  | 0.16%  | 0.17%  | 0.15%  | 0.17%  | 0.23%  | 0.41%  | 0.25%  | 0.27%  | 0.23%  | 0.33%  | 0.35%  | 0.24%  | 0.32%  |
| 기타                   | 2.48%                 | 2.44%  | 2.34%  | 2.83%  | 2.79%  | 2.80%  | 3.21%  | 5.33%  | 4.27%  | 2.88%  | 2.20%  | 1.83%  | 1.81%  | 1.74%  | 1.87%  | 2.01%  | 1.58%  | 1.31%  | 1.49%  | 1.60%  | 4.50%  | 3.86%  | 4.48%  | 4.87%  |
|                        | 출처: 국제 통화 기금: |        |        |        |        |        |        |        |        |        |        |        |        |        |        |        |        |        |        |        |        |        |        |        |

## 같이 보기
- 탈달러화
- 통화대체
- 오일 달러 환류
- 미국 달러 인덱스
- 가상화폐

### 미국 화폐와 동전의 이미지
- U.S. Currency Education Program: Banknotes
- U.S. Mint:  Image Library 보관됨 2016-11-10 - 웨이백 머신
- 미국의 현재와 역사적인 은행권